# 阿里·费特希·奥克亚尔

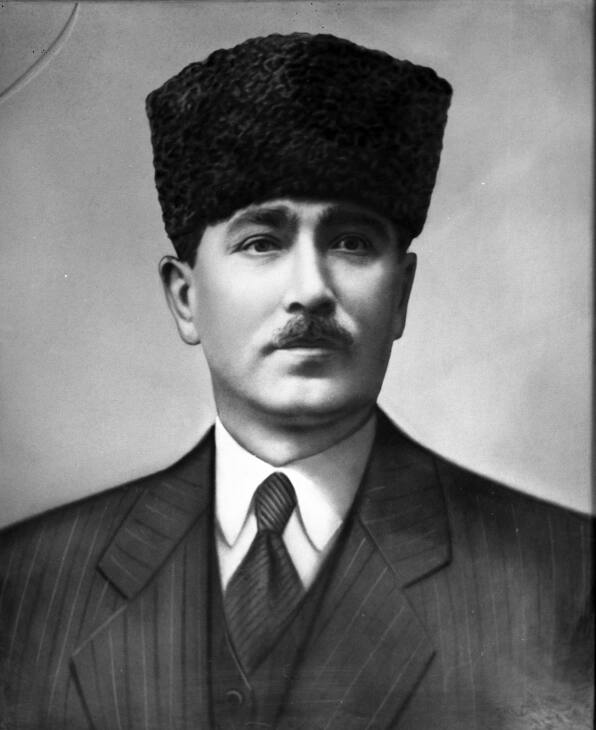
阿里·费特希·奥克亚尔

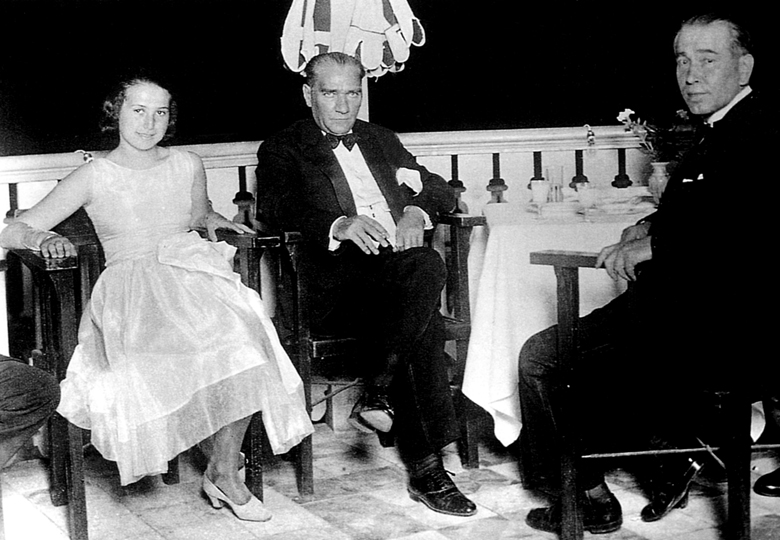
凯末尔和奥克亚尔，1930年8月

阿里·费特希·奥克亚尔（土耳其語：Ali Fethi Okyar；1880年4月29日—1943年5月7日），土耳其外交官和政治家，也译作阿里·费提·欧克亚尔。他是第二任土耳其总理和在土耳其国父凯末尔之后的第二任土耳其大国民议会议长。

## 生平
奥克亚尔出生于奥斯曼帝国的一個小鎮普里莱普（现在的北马其顿共和国），本名阿里·費特希。1913年，他加入了联合进步委员会，并当选秘书长。1923年8月—10月任临时政府总理，11月1日接替凯末尔担任大国民议会议长。
1924年秋，维护教权的反对派组织了一个新的政党，名“共和进步党”，他们支持奥克亚尔为总理兼国防部长（1924年11月），迫使伊斯梅特·伊纳尼政府下台。
奥克亚尔虽然以温和而亲西方著称，但其共和进步党人是一些反对改革的官僚分子，他们的挑拨性的宣传，引起土耳其东部库尔德人部落的反叛。
1925年2月17日大国民议会通过了废除实物什一税(阿舒尔)的法令，实行征收货币的农产品交易税，同时取缔了法国人的烟草专卖权，这两项措施减轻了农民的负担，巩固了政府的威信，防止了安纳托利亚农民参加叛乱。
1925年3月3日，伊斯梅特·伊纳尼重新受命担任总理，奥克亚尔去职。1930年，担任土耳其驻巴黎大使。后流亡国外，1938年6月发布大赦后回国，并被选入议会，重新参加政治活动。1943年在伊斯坦布尔去世，安葬於金吉爾利庫尤公墓。